# Bréchaumont
Bréchaumont település Franciaországban, Haut-Rhin megyében. Lakosainak száma 406 fő (2022. január 1.). Bréchaumont Traubach-le-Haut, Guevenatten, Traubach-le-Bas, Chavannes-sur-l’Étang, Elbach, Wolfersdorf, Retzwiller, Valdieu-Lutran, Reppe és Saint-Cosme községekkel határos.

## Népesség
A település népességének változása:
| Lakosok száma | 420  | 414  | 423  | 412  | 409  | 404  | 405  | 405  | 406  |
|               | 2013 | 2015 | 2016 | 2017 | 2018 | 2019 | 2020 | 2021 | 2022 |